# Kvintakord
Kvintakord je pojem z oblasti hudební teorie, označující souzvuk tří současně zahraných tónů, které jsou navíc poskládány podle určitých harmonických pravidel - odpovídají požadavkům terciového systému. Obecnějším pojmem je trojzvuk označující souzvuk tří teoreticky libovolných tónů. V kontextu většinového evropského harmonického systému tyto dva pojmy běžně splývají.
V článku o terciovém systému je popsán způsob, jak lze odvodit základní typy kvintakordů. Jsou to:
- Durový kvintakord – sestává ze základního tónu, velké tercie a čisté kvinty (tj. z velké a malé tercie)
- Mollový kvintakord – sestává ze základního tónu, malé tercie a čisté kvinty (tj. z malé a velké tercie)
- Zvětšený kvintakord – sestává ze základního tónu, velké tercie a zvětšené kvinty (tj. ze dvou velkých tercií)
- Zmenšený kvintakord – sestává ze základního tónu, malé tercie a zmenšené kvinty (tj. ze dvou malých tercií)

První dva jsou považovány za základní kameny harmonie založené na církevních stupnicích - durový kvintakord pro durové stupnice a módy, mollový kvintakord pro mollové stupnice a módy.
Akord je souzvuk nejméně tří tónů stupnice.
Prima je vzdálenost mezi 1. až 1. tónem (tj. dvěma shodnými tóny),
Sekunda je vzdálenost mezi 1. až 2. tónem,
Tercie je vzdálenost mezi 1. až 3. tónem,
Kvarta je vzdálenost mezi 1. až 4. tónem,
Kvinta je vzdálenost mezi 1. až 5. tónem,
Sexta je vzdálenost mezi 1. až 6. tónem,
Septima je vzdálenost mezi 1. až 7. tónem,
Oktáva je vzdálenost mezi 1. až 8. tónem
Zvětšený a zmenšený kvintakord patří mezi alterované akordy a jejich použití je mnohem méně časté (snad s výjimkou jazzu).